# Orocharis importatus
Orocharis importatus är en insektsart som beskrevs av Kevan, D.K.M. 1955. Orocharis importatus ingår i släktet Orocharis och familjen syrsor. Inga underarter finns listade i Catalogue of Life.